# Epic Mickey: Power of Illusion
Epic Mickey: Power of Illusion est un jeu de plateforme à défilement latéral développé par DreamRift et publié par Disney Interactive Studios pour la Nintendo 3DS en 2012. Il s'agit d'un troisième volet de la série Epic Mickey, sorti aux côtés d'Epic Mickey 2: The Power of Two, et est présenté comme un hommage à la série de jeux Mickey Mouse Illusion de Sega, en particulier Castle of Illusion Starring Mickey Mouse.

## Système de jeu
Nintendo 3ds

## Accueil
- Canard PC : 4/10[1]
- Destructoid : 6/10[2]
- Eurogamer : 4/10[3]
- Game Informer : 5/10[4]
- GameSpot : 8/10[5]
- GamesRadar+ : 3,5/5[6]
- IGN : 7/10[7]
- Jeuxvideo.com : 13/20[8]